# مظفرآباد (نائین)
مظفرآباد (نائین)، روستایی از توابع بخش مرکزی شهرستان نائین در استان اصفهان ایران است.
این روستا در مسیر جاده نایین ورزنه واقع شده‌است و فاصله آن تا شهرستان ورزنه 40 کیلومتر می‌باشد  .

## جمعیت
این روستا در ددهستان لای سیاه قرار دارد و براساس سرشماری مرکز آمار ایران در سال ۱۳۸۵، جمعیت آن زیر سه خانوار بوده‌است.